# Diastole

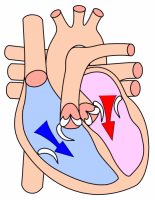
Serce w czasie rozkurczu

Diastole (rozkurcz) – faza w cyklu pracy serca, w której serce jest w spoczynku (włókna mięśnia sercowego wydłużają się), a komory serca i przedsionki wypełniają się krwią. Rozkurcz komorowy rozpoczyna się wraz z pojawieniem się drugiego tonu serca i kończy się pierwszym tonem serca.

## Wartość diagnostyczna

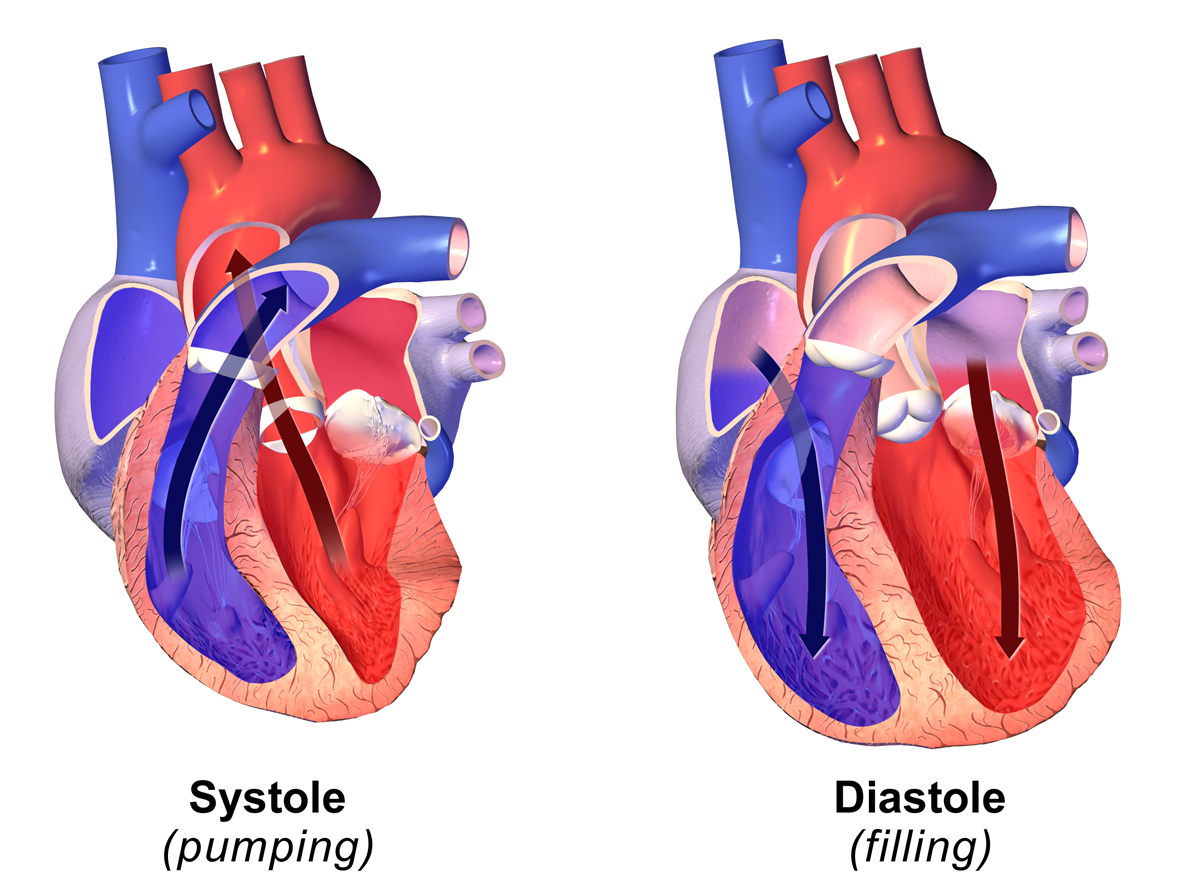

Badanie funkcji rozkurczowej serca podczas próby wysiłkowej jest skutecznym sposobem oceny niewydolności serca z zachowaną frakcją wyrzutową. Pozwala to na dokładniejszą diagnostykę problemów kardiologicznych, które mogą być trudne do wykrycia w innych warunkach.
Klasyfikacja ciśnienia tętniczego u dorosłych
| Klasyfikacja ciśnienia tętniczego | Ciśnienie skurczowe (mmHg) | Ciśnienie rozkurczowe (mmHg) |
| --------------------------------- | -------------------------- | ---------------------------- |
| Optymalne                         | <120                       | i <80                        |
| Przednadciśnienie                 | 120–139                    | lub 80–89                    |
| Nadciśnienie stopnia 1            | 140–159                    | lub 90–99                    |
| Nadciśnienie stopnia 2            | ≥160                       | lub ≥100                     |

Ta klasyfikacja pozwala na odpowiednie zrozumienie zakresów ciśnienia tętniczego, co jest kluczowe dla profilaktyki i leczenia nadciśnienia oraz jego powikłań.